# Polygala globulifera
Polygala globulifera är en jungfrulinsväxtart som beskrevs av Stephen Troyte Dunn. Polygala globulifera ingår i släktet jungfrulinssläktet, och familjen jungfrulinsväxter. Utöver nominatformen finns också underarten P. g. longiracemosa.